# Нікопольський ґебіт
Ні́копольський ґебі́т, окру́га Ні́кополь (нім. Kreisgebiet Nikopol) — адміністративно-територіальна одиниця генеральної округи Дніпропетровськ Райхскомісаріату Україна з центром у Нікополі, яка існувала в часи Німецько-радянської війни. 

## Історія
Ґебіт утворено о 12 годині дня 15 листопада 1941 року  на території Дніпропетровської області. Він поділявся на 2 райони: район Нікополь (нім. Rayon Nikopol) і район Томаківка (нім. Rayon Tomakowka), збігаючись межами з двома відповідними радянськими районами довоєнної Дніпропетровської області: Нікопольським і Томаківським.
В окрузі виходив часопис «Промінь» (28 жовтня 1941 – 1943), редакторами якого були Єлизавета Шпандель і О. Поночівний, та російськомовна газета «Никопольский листок» .
8 лютого 1944 року адміністративний центр округи було зайнято радянськими військами.